# Aymerick Mermoz
Aymerick Mermoz (ur. 21 stycznia 1978 w Moutiers) – francuski snowboardzista. Nie startował na igrzyskach olimpijskich. Jego najlepszym wynikiem na mistrzostwach świata w snowboardzie było 18. miejsce w snowcrossie na mistrzostwach w Madonna di Campiglio. Najlepsze wyniki w Pucharze Świata w snowboardzie osiągnął w sezonie 2001/2002, kiedy to zajął 3. miejsce w klasyfikacji snowcrossu.
W 2006 r. zakończył karierę.

## Sukcesy

### Mistrzostwa Świata
| Miejsce | Dzień       | Rok  | Miejscowość          | Konkurencja    | Zwycięzca           |
| ------- | ----------- | ---- | -------------------- | -------------- | ------------------- |
| 18.     | 28 stycznia | 2001 | Madonna di Campiglio | Snowboardcross | Guillaume Nantermod |
| 24.     | 19 stycznia | 2003 | Kreischberg          | Snowboardcross | Xavier de le Rue    |

### Puchar Świata

#### Miejsca w klasyfikacji generalnej
- 1997/1998 – 127.
- 2000/2001 – 41.
- 2001/2002 – –
- 2002/2003 – –
- 2003/2004 – –
- 2004/2005 – –
- 2005/2006 – 294.

#### Miejsca na podium
1. Bardonecchia – 18 stycznia 2002 (Snowcross) – 2. miejsce
2. Kreischberg – 26 stycznia 2002 (Snowcross) – 2. miejsce
3. Badgastein – 30 stycznia 2002 (Snowcross) – 3. miejsce
4. Bardonecchia – 11 marca 2004 (Snowcross) – 3. miejsce